# Нуева-Еспарта (Венесуела)
Нуева-Еспарта (ісп. Nueva Esparta) — один з 23 штатів Венесуели. Складається з 3-х островів: Маргарита, Коче та Кубагуа. Адміністративний центр штату — місто Ла-Асунсьйон — розташоване на острові Маргарита.

## Муніципалітети

Муніципалітети штату Нуева-Еспарта.

Штат Нуева-Еспарта ділиться на 11 муніципалітетів, які в сумі складаються з 22 районів (parroquias)
| №  | Муніципалітет                               | Адміністративний центр                                      | Площа, км² | Герб |
| -- | ------------------------------------------- | ----------------------------------------------------------- | ---------- | ---- |
| 1  | Антолін-дель-Кампо (Antolín del Campo)      | Ла-Пласа-де-Парагуачі (La Plaza de Paraguachí)              | 72         |      |
| 2  | Діас (Díaz)                                 | Сан-Хуан-Баутіста (San Juan Bautista)                       | 166        |      |
| 3  | Арісменді (Arismendi)                       | Ла-Асунсьйон (La Asunción)                                  | 52         |      |
| 4  | Гарсія (García)                             | Ель-Вальє-дель-Еспіріту-Санто (El Valle del Espíritu Santo) | 85         |      |
| 5  | Гомес (Gómez)                               | Санта-Ана (Santa Ana)                                       | 96         |      |
| 6  | Манеіро (Maneiro)                           | Пампатар (Pampatar)                                         | 35         |      |
| 7  | Маркано (Marcano)                           | Хуан-Гріего (Juan Griego)                                   | 40         |      |
| 8  | Маріньо (Mariño)                            | Порламар                                                    | 39         |      |
| 9  | Пенінсула-де-Маканао (Península de Macanao) | Бока-де-Ріо (Boca de Río)                                   | 331        |      |
| 10 | Туборес (Tubores)                           | Пунта-де-Піедрас (Punta de Piedras)                         | 180        |      |
| 11 | Вільяльба (Villalba)                        | Сан-Педро-де-Коче (San Pedro de Coche)                      | 55         |      |

## Туризм
Острів Маргарита — одне з найпопулярніших туристичних місць Венесуели. Для залучення туристів острів оголошений вільною економічною зоною, що робить його цікавим для «шопінгу».
На острові два національних парки.
| Венесуела | Це незавершена стаття з географії Венесуели. Ви можете допомогти проєкту, виправивши або дописавши її. |